# Sygurd Wiśniowski

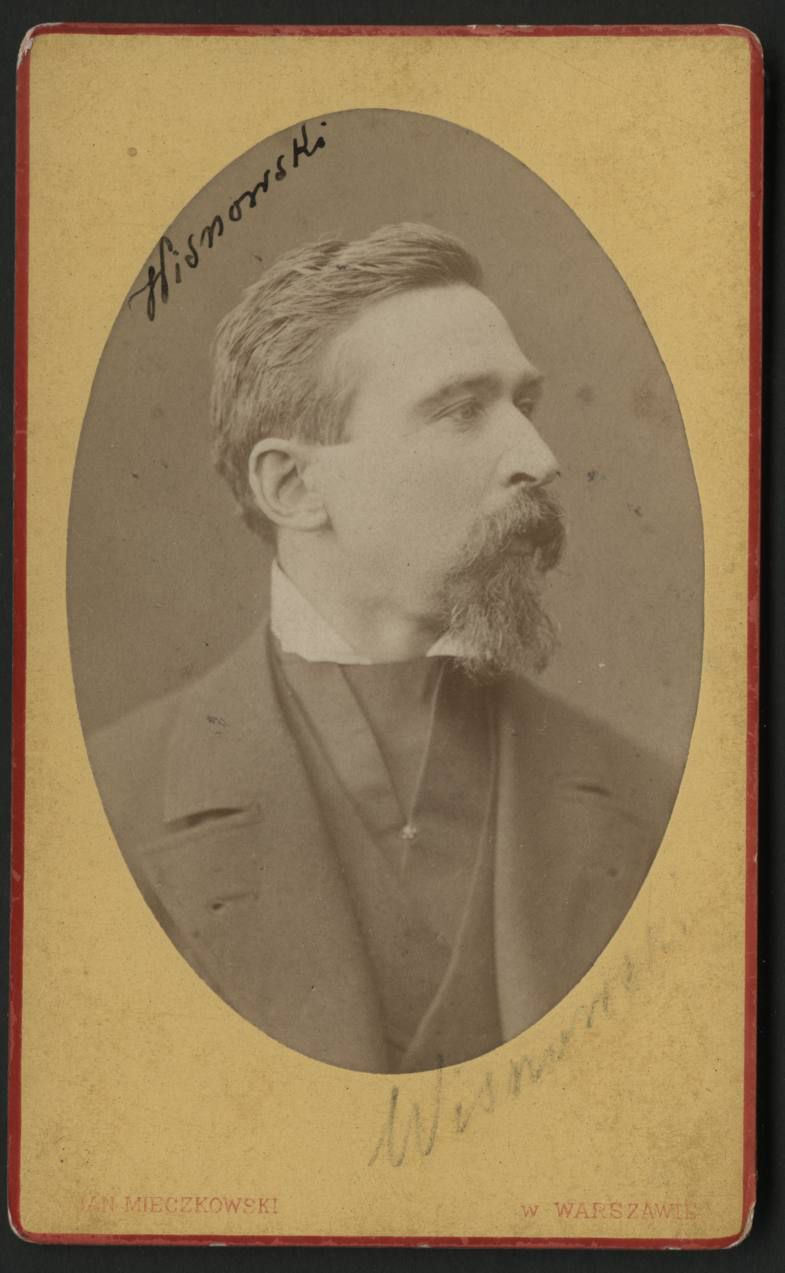
Sygurd Wiśniowski – 1892
(fot. Jan Mieczkowski)

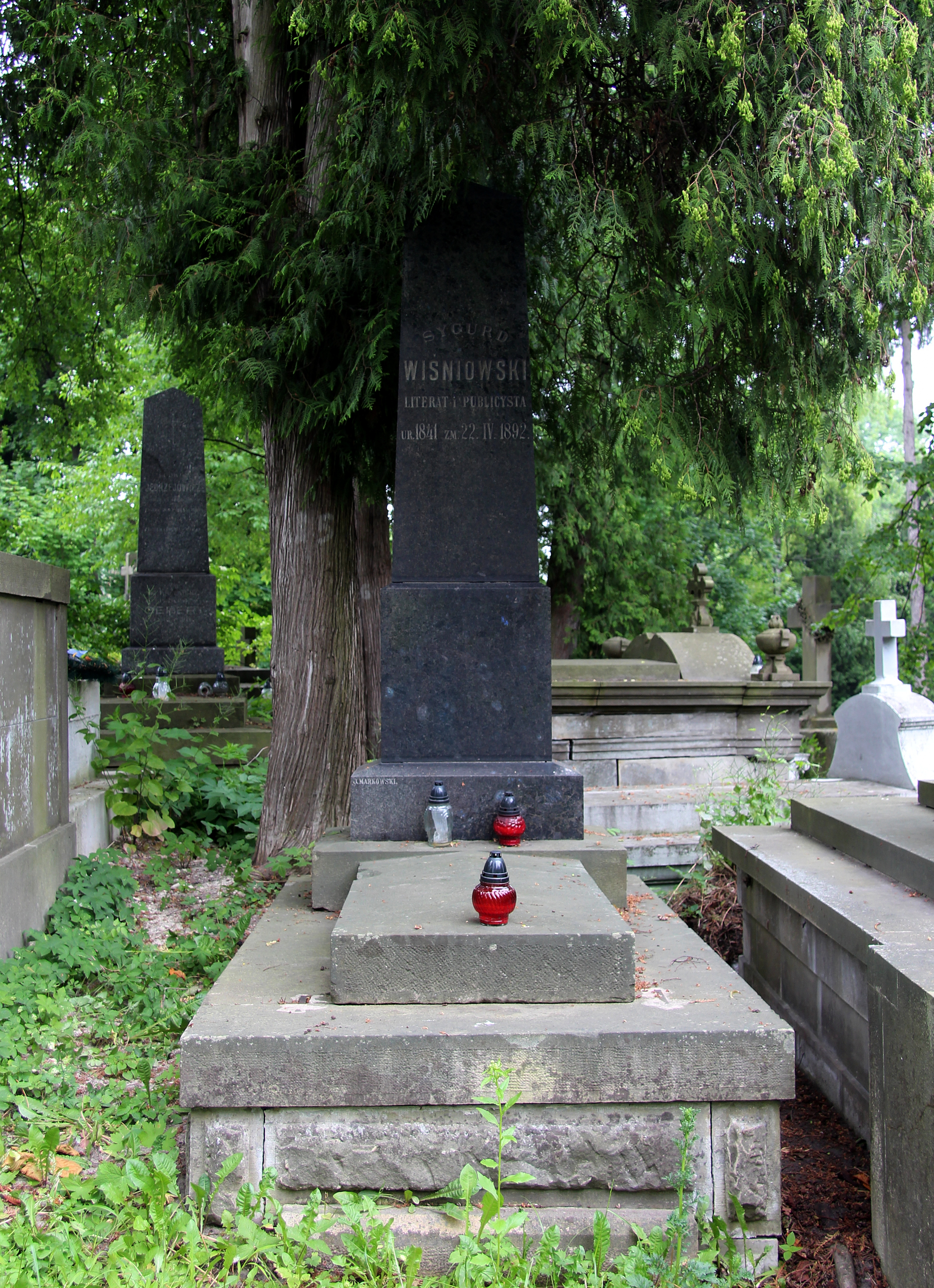
Grób Sygurda Wiśniowskiego

Sygurd Wiśniowski (ur. 6 kwietnia 1841 w Paniowcach Zielonych na Podolu, zm. 23 kwietnia 1892 we Lwowie) – polski pisarz, reportażysta, tłumacz, nowelista, felietonista, podróżnik.

## Życiorys
Urodził się 6 kwietnia 1841 roku w Paniowcach Zielonych w powiecie borszczowskim, w Galicji, w polskiej rodzinie ziemiańskiej Wiśniowskich, był synem Antoniego i Anny z Szawłowskich. Ukończył gimnazjum w Stanisławowie, studiów wyższych nie podjął. W latach 1858–1859 podróżował do Turcji i Rumunii oraz do Włoch. Należał do oddziałów Garibaldiego, następnie studiował w Polskiej Szkole Wojskowej w Cuneo. Od roku 1862 do 1872 podróżował i pracował w Australii, Nowej Zelandii i na Fidżi. Pracował tam także jako poszukiwacz złota, pracownik rolny, marynarz i dziennikarz. W 1872 roku wrócił do Polski. Jego felietony z podróży ukazywały się w „Gazecie Narodowej” wydawanej we Lwowie. Zostały zebrane i wydane wspólnie w roku 1873 pt. Dziesięć lat w Australii. Wyjechał do Stanów Zjednoczonych (w charakterze reportera), po czym ponownie powrócił do ojczyzny i zamieszkał w Galicji, gdzie kupił tereny naftowe. Pozostawał tam do końca życia.
Jego twórczość wysoko cenił m.in. Henryk Sienkiewicz i Maria Konopnicka. Reportaże Wiśniowskiego z podróży do Australii i Ameryki należą do klasyki reporterskiej.
Komiksowa wersja jego biografii Po australijskie złoto ukazała się w 1987 nakładem Wydawnictwa „Sport i Turystyka” w serii „Polscy podróżnicy” (razem z tomami o Sienkiewiczu, Ignacym Domeyce, Antonim Rehmanie i Bronisławie Grąbczewskim).
Zmarł 23 kwietnia 1892 we Lwowie, został pochowany na Cmentarzu Łyczakowskim, pomnik nagrobny został wykonany w pracowni Juliana Markowskiego.

## Publikacje
- 1873 – Dziesięć lat w Australii[5][6]
- 1874/1876 – Obrazki z życia amerykańskiego
- 1875 – Listy z Czarnych Gór
- 1877 – Dzieci królowej Oceanii[7][8]
- 1877 – Langenor
- 1880 – Biała czy czarna? (o dążeniach niepodległościowych Kuby)
- 1881 – Niewidzialny
- 1882 – Ola